# Solo per te (film 1938)
Solo per te è un film del 1938 diretto da Carmine Gallone. Il film è stato girato a Roma da Gallone anche in versione tedesca con il titolo Mutterlied (1937) mantenendo lo stesso cast.

## Recensioni
Filippo Sacchi in Corriere della Sera, 9 aprile 1938: "Una specie di romanzo d'appendice del Teatro dell'Opera. Vi si vede il baritono che perseguita delle sue impure voglie la primadonna, moglie diletta del tenore per cadere (…) sotto la rivoltella dell'altra, l'amante ingelosita. Calcando con alquanta pesantezza sui lati patetici e mettendo in opera tutti gli espedienti più collaudati del film musicale, del bambino a cui bisogna cantare la ninna nanna, al concerto trasmesso per radio che tocca al momento giusto il cuore del colpevole e lo induce alla confessione, un certo sommario effetto melodrammatico è magari raggiunto".